# Бетті Ґілпін
Елізабет Фолан Ґілпін (нар. 21 липня 1986) — американська акторка. Найбільш відома роллю Деббі «Бельберз Свободи» Ейган в комедійному серіалі Netflix «Блиск» (2017 — 2019), за яку була номінована на дві премії "Еммі" за найкращу акторську роль у комедійному серіалі. Також, вона знялася в ролі доктора Керрі Роман у комедійно-драматичному серіалі «Медсестра Джекі» (2013 — 2015).

## Раннє життя
Елізабет Фолан Ґілпін народилася в Нью-Йорку 21 липня 1986 року у сім'ї акторів Джека Ґілпіна та Енн Макдонаг'ю. Вона виросла в районі морського порту Саут-стріт на Мангеттені. Гілпін — випускниця школи Чафі Луміс та Фордгемського університету (у 2008 році). Навчалася у Даян Віст.

## Кар'єра
Ґілпін розпочала свою акторську кар'єру з ролей у численних телесеріалах, таких як «Закон і порядок: Злочинні наміри», «Межа», «Медіум», «Закон і порядок: Спеціальний корпус» та «Елементарно». Подальше визнання вона отримала за головну роль доктора Керрі Роман у комедійно-драматичному серіалі Медсестра Джекі у 2013—2015 роках.
Ґілпін з'являється у головних ролях у таких фільмах, як «Місто привидів» (2008), «Бережися» (2014), «Правдива історія» (2015) та « Майбутнє 38» (2017).
Ґілпін також з'явилась у бродвейських постановках Heartless, I Gonna Pray for You So Hard, і We Live Here.
Проривом Ґілпін стала головна роль Деббі «Свободи» Біллі Іган в Netflix комедійному телесеріалі «Блиск». Вона отримала позитивну критику та численні номінації, серед яких дві телевізійні премії «Вибір критиків» та дві нагороди «Еммі» в категорії «Найкраща актриса в комедійному серіалі».
У 2019 році Ґілпін знялася у фантастично-романтичному комедійному фільмі «Хіба це не романтично», комедійно-драматичному фільмі «Подорож хорошого пса» та комедійному бойовику «Водій для копа». У 2020 вийшов сатиричний фільм жахів «Полювання» з Ґілпін у головній ролі.

## Особисте життя
Ґілпін одружена з актором Космо Пфейлом з 2016 року. У листопаді 2020 року Гілпін народила доньку.

## Фільмографія
| Рік       |    | Українська назва                    | Оригінальна назва                 | Роль                                                                   |
| --------- | -- | ----------------------------------- | --------------------------------- | ---------------------------------------------------------------------- |
| 2006      | с  | Закон і порядок: Злочинні наміри    | Law & Order: Criminal Intent      | Аманда Докерті (Епізод: "The War at Home")                             |
| 2008      | ф  |                                     | Death in Love                     | модель                                                                 |
| 2008      | с  | Межа                                | Fringe                            | Лорейн Дейзі (Епізод: "The Same Old Story")                            |
| 2008      | ф  | Місто привидів                      | Ghost Town                        | медсестра                                                              |
| 2009      | с  | Закон і порядок: Злочинні наміри    | Law & Order: Criminal Intent      | Стейсі Хейз-Фітцджеральд (Епізод: "Playing Dead")                      |
| 2009      | с  | Закон і порядок                     | Law & Order                       | Пейдж Ріган (Епізод: "For the Defense")                                |
| 2010      | с  | Гарна дружина                       | The Good Wife                     | Моллі (Епізод: "Painkiller")                                           |
| 2010      | с  | Медіум                              | Medium                            | Кім Клемент (Епізод: "Allison Rolen Got Married")                      |
| 2012      | с  | Закон і порядок: Спеціальний корпус | Law & Order: Special Victims Unit | Наталі Реле (Епізод: "Learning Curve")                                 |
| 2013—2015 | с  | Медсестра Джекі                     | Nurse Jackie                      | доктор Керрі Роман (34 епізодів)                                       |
| 2014      | ф  |                                     | Take Care                         | Джоді                                                                  |
| 2015      | ф  | Правдива історія                    | True Story                        | Шеріл                                                                  |
| 2016      | с  | Елементарно                         | Elementary                        | Фіона Гелброн (4 епізоди)                                              |
| 2016      | с  | Майстри сексу                       | Masters of Sex                    | доктор Ненсі Лево (9 епізодів)                                         |
| 2017      | с  | Американські боги                   | American Gods                     | Одрі (2 епізоди)                                                       |
| 2017      | ф  |                                     | Future '38                        | Бенкі                                                                  |
| 2017—2019 | с  | Блиск                               | GLOW                              | Деббі Еган (30 епізодів)                                               |
| 2018      | мс | Робоцип                             | Robot Chicken                     | Лорі Юпітер / Луїза фон Трапп (Епізод: "Shall I Visit the Dinosaurs?") |
| 2019      | ф  | Хіба це не романтично?              | Isn't It Romantic                 | Вітні                                                                  |
| 2019      | ф  | Подорож хорошого пса                | A Dog's Journey                   | Глорія                                                                 |
| 2019      | ф  | Водій для копа                      | Stuber                            | Бекка                                                                  |
| 2020      | ф  | Прокляття                           | Grudge                            | Ніна Спенсер                                                           |
| 2020      | ф  | Полювання                           | The Hunt                          | Крістал                                                                |
| 2021      | мс | Робоцип                             | Robot Chicken                     | Вероніка Лодж (Епізод: "Archie Comics Special")                        |
| 2021      | ф  | Війна завтрашнього дня              | The Tomorrow War                  | Еммі Форестер                                                          |
| 2022      | с  | Газлайт                             | Gaslit                            | Морін Кейн Дін (8 епізодів)                                            |
| 2023      | с  | Місіс Девіс                         | Mrs. Davis                        | Сестра Сімона / Елізабет Ебботт (8 епізодів)                           |
| 2023      | мс | Острів черепа                       | Skull Island                      | Ірен (6 епізодів)                                                      |
| 2025      | с  | Первісна Америка                    | American Primeval                 | Сара Роуелл (6 епізодів)                                               |